# Jimmy Hartwig
William « Jimmy » Hartwig (né le 5 octobre 1954 à Offenbach-sur-le-Main) est un joueur de football allemand.

## Biographie
Fils d'un ancien Soldat GI américain, pendant sa formation de génie mécanique, il joue entre 1973 et 1974 pour Kickers Offenbach dans le championnat allemand de football, la Bundesliga. En 1974 il change pour le TSV Munich 1860, avec laquelle il monte en première division de la Bundesliga. De 1978 à 1984 il joue au Hambourg SV, avec lequel il devient champion d'Allemagne et gagne la Coupe des clubs champions européens de l'UEFA. En 1984 il part pour le 1.FC Cologne, et ensuite en 1987 au FC Hombourg, où sa carrière se termine en 1988 à la suite d'une blessure au genou. 
Hartwig a joué deux fois en sélection nationale dans l'équipe d'Allemagne de football.
Il est le deuxième footballer de couleur à avoir joué sous le maillot allemand après Erwin Kostedde en 1974 ; et avant Gerald Asamoah en 2001.
Pour surmonter un cancer diagnostiqué en 1991, il s'aidera de la médecine douce après avoir eu des problèmes de drogue.
Dans les années 1990, après quelques échecs comme entraîneur (par exemple au FC Sachsen Leipzig), il anime quelques émissions de football (notamment Mittendrin sur DSF) et apparaît dans quelques feuilletons télévisées. Avec Ben Becker il joue un petit rôle dans Baal de Bertolt Brecht en 2002 et 2003 au Deutschen Nationaltheater Weimar sous la Direction de Blixa Bargeld. En 2004 il participe à la seconde édition allemande de l'émission Je suis une célébrité, sortez-moi de là ! (Ich bin ein Star – Holt mich hier raus!).
Jimmy Hartwig est le père du présentateur et comédien Daniel Hartwig.

## Carrière
- 1973 - 1974 : Kickers Offenbach
- 1974 - 1978 : TSV Munich 1860
- 1978 - 1984 : Hambourg SV
- 1984 - 1986 : FC Cologne
- 1986 : SV Austria Salzbourg
- 1986 - 1988 : FC Homburg[1]

## Palmarès
National :
- Champion d'Allemagne : 1979, 1982, 1983
- Vice-Champion d'Allemagne : 1980, 1981, 1984

International :
- 1980 : Finaliste de la Coupe des clubs champions européens
- 1982 : Finaliste de la Coupe UEFA
- 1983 : Vainqueur de la Coupe des clubs champions européens
- 1983 : Finaliste de la Coupe du monde
- 1986 : Finaliste de la Coupe UEFA